# هارون كوزاك
هارون كوزاك (بالإنجليزية: Aaron Kozak)‏ هو كاتب سيناريو ومخرج أمريكي، ولد في 23 أغسطس 1983 في ناكوغدوشس في الولايات المتحدة.

## وصلات خارجية
- هارون كوزاك على موقع IMDb (الإنجليزية)
- هارون كوزاك على موقع أول موفي (الإنجليزية)
- هارون كوزاك على موقع كينوبويسك (الروسية)